# Maladie hémorragique du nouveau-né
 Mise en garde médicale
La maladie hémorragique du nouveau-né est un trouble de la coagulation qui apparaît chez les nouveau-nés en raison d'une carence en vitamine K. Cette carence provoque une altération de la production des facteurs de coagulation II, VII, IX, X, de la protéine C et de la protéine S par le foie, ce qui donne lieu à une hémorragie.

## Symptômes
La maladie provoque une augmentation du risque d'hémorragie. Le saignement apparait généralement au nombril, sur les muqueuses, l'apparail digestif ; mais aussi lors de circoncisions ou de prélèvements sanguins.

## Causes
Les nouveau-nés montrent une relative déficience de vitamine K pour diverses raisons. À la naissance, ils en ont des réserves limitées, puisque la vitamine K traverse à peine le placenta. Les niveaux de vitamine K du lait maternel sont bas et la flore intestinale, qui produit la vitamine K, ne s'est pas encore développée.

## Traitement
Le traitement consiste à administrer de la vitamine K aux nouveau-nés de façon préventive peu après la naissance.